# Gnamptodon pumilio
Gnamptodon pumilio is een insect dat behoort tot de orde vliesvleugeligen (Hymenoptera) en de familie van de schildwespen (Braconidae). De wetenschappelijke naam van de soort werd voor het eerst geldig gepubliceerd door Christian Gottfried Daniel Nees von Esenbeck in 1834.
Dit is de typesoort van het geslacht Gnamptodon Haliday, 1833.